# Chester (Georgia)
Chester is een plaats (town) in de Amerikaanse staat Georgia, en valt bestuurlijk gezien onder Dodge County.

## Demografie
Bij de volkstelling in 2000 werd het aantal inwoners vastgesteld op 305.
In 2006 is het aantal inwoners door het United States Census Bureau geschat op 1510, een stijging van 1205 (395,1%).

## Geografie
Volgens het United States Census Bureau beslaat de plaats een oppervlakte van
2,3 km², geheel bestaande uit land. Chester ligt op ongeveer 112 m boven zeeniveau.

## Plaatsen in de nabije omgeving
De onderstaande figuur toont nabijgelegen plaatsen in een straal van 20 km rond Chester.